# 国立病院機構広島西医療センター
独立行政法人国立病院機構広島西医療センター（どくりつぎょうせいほうじんこくりつびょういんきこうひろしまにしいりょうセンター）は、広島県大竹市にある医療機関。独立行政法人国立病院機構が運営する病院である。政策医療におけるがん、神経・筋疾患（認知症、アルツハイマー病、筋ジストロフィーなど）、重症心身障害の専門医療施設である。災害拠点病院、臨床研修指定病院、広島県のへき地医療拠点病院である。病院の北方には入院中の児童・生徒を対象とした広島県立広島西特別支援学校が所在する。

## 沿革
- 2005年7月1日 - 独立行政法人国立病院機構大竹病院と独立行政法人国立病院機構原病院（廿日市市原926番地の1）が統合、独立行政法人国立病院機構西広島医療センターとして発足[注釈 1]。
- 2012年3月29日 - 災害拠点病院（地域災害医療センター）の指定を受ける[1]。

## 診療科・部門
- 内科（血液内科）
- 神経内科
- 呼吸器科
- 消化器科
- 循環器科
- 腎臓内科
- 認知機能疾患科
- 一般小児科
- 専門小児科
- 整形外科
- 産婦人科
- 外科
- 皮膚科
- 泌尿器科
- 眼科
- 臨床研修管理室
- リハビリテーション科
- 放射線科
- 研究検査科
- 療育指導室

## 医療機関の指定等
- 保険医療機関
- 救急告示医療機関
- 労災保険指定医療機関
- 指定自立支援医療機関（更生医療・育成医療・精神通院医療）
- 身体障害者福祉法指定医の配置されている医療機関
- 生活保護法指定医療機関
- 結核指定医療機関
- 戦傷病者特別援護法指定医療機関
- 原子爆弾被害者医療指定医療機関
- 原子爆弾被害者一般疾病医療取扱医療機関
- 母体保護法指定医の配置されている医療機関
- へき地医療拠点病院
- 臨床研修指定病院（管理型）
- 特定疾患治療研究事業委託医療機関
- 小児慢性特定疾患治療研究事業委託医療機関

## 周辺の施設
- 大竹市立玖波中学校

## 交通アクセス
- JR西日本山陽本線玖波駅下車、徒歩7分。
- おおたけ幹線バスほかバスで広島西医療センター下車。